# 올림픽 가이아나 선수단
올림픽 가이아나 선수단은 가이아나 대표로 올림픽에 참가하는 선수단이다. 가이아나는 16번의 올림피아드 게임에 참가했다. 동계 올림픽에 참가한 적은 없다. 처음 5게임 동안 그들은 영국령 기아나로 등장했다. 이 나라는 1980년 하계 올림픽에서 마이클 앤서니(Michael Anthony)가 획득한 복싱 동메달인 단일 메달을 획득했다.
가이아나 올림픽 협회는 1935년에 창설되었고 1948년에 국제 올림픽 위원회의 승인을 받았다.

## 대회별 메달 집계

### 하계 올림픽 메달 집계
| 경기                  | 선수        | 금   | 은   | 동   | 합계 | 순위 |
| 1948년 런던           | 4           | 0    | 0    | 0    | 0    | -    |
| 1952년 헬싱키         | 1           | 0    | 0    | 0    | 0    | -    |
| 1956년 멜버른         | 4           | 0    | 0    | 0    | 0    | -    |
| 1960년 로마           | 5           | 0    | 0    | 0    | 0    | -    |
| 1964년 도쿄           | 1           | 0    | 0    | 0    | 0    | -    |
| 1968년 멕시코시티     | 5           | 0    | 0    | 0    | 0    | -    |
| 1972년 뮌헨           | 3           | 0    | 0    | 0    | 0    | -    |
| 1976년 몬트리올       | 불참        | 불참 | 불참 | 불참 | 불참 | 불참 |
| 1980년 모스크바       | 8           | 0    | 0    | 1    | 1    | 35   |
| 1984년 로스앤젤레스   | 10          | 0    | 0    | 0    | 0    | -    |
| 1988년 서울           | 8           | 0    | 0    | 0    | 0    | -    |
| 1992년 바르셀로나     | 6           | 0    | 0    | 0    | 0    | -    |
| 1996년 애틀랜타       | 7           | 0    | 0    | 0    | 0    | -    |
| 2000년 시드니         | 4           | 0    | 0    | 0    | 0    | -    |
| 2004년 아테네         | 4           | 0    | 0    | 0    | 0    | -    |
| 2008년 베이징         | 4           | 0    | 0    | 0    | 0    | -    |
| 2012년 런던           | 6           | 0    | 0    | 0    | 0    | -    |
| 2016년 리우데자네이루 | 6           | 0    | 0    | 0    | 0    | -    |
| 2020년 도쿄           | 7           | 0    | 0    | 0    | 0    | -    |
| 2024년 파리           | 미래 이벤트 |      |      |      |      |      |
| 2028년 로스앤젤레스   | 미래 이벤트 |      |      |      |      |      |
| 2032년 브리즈번       | 미래 이벤트 |      |      |      |      |      |
| 합계                  | 합계        | 0    | 0    | 1    | 1    | 147  |

### 종목별 메달
| 종목       | 금 | 은 | 동 | 합계 |
| ---------- | -- | -- | -- | ---- |
| 복싱       | 0  | 0  | 1  | 1    |
| 합계 (1개) | 0  | 0  | 1  | 1    |

## 메달리스트 목록
| 메달   | 선수명        | 대회            | 종목 | 세부종목    |
| ------ | ------------- | --------------- | ---- | ----------- |
| 동메달 | 미차엘 안토니 | 1980년 모스크바 | 복싱 | 남자 밴텀급 |